# Identitat de Cassini
En matemàtiques, la identitat de Cassini és la fórmula que relaciona el quadrat d'un nombre de Fibonacci amb el producte dels seus anterior i posterior. Rep el nom de l'astrònom Giovanni Cassini que la va formular entorn de 1680. L'any 1753, el matemàtic escocès Robert Simson en va proporcionar una demostració. L'any 1886, el matemàtic francès Eugène Catalan en va fer una generalització.

## Descripció
Giovanni Cassini es va donar compte que la diferència entre el quadrat de qualsevol nombre de Fibonacci {\displaystyle (F_{n})} i el producte dels seus antecessor i successor {\displaystyle (F_{n-1}\centerdot F_{n+1})} era sempre la unitat, tot i que anava canviant de signe en cada pas:
| n  | {\displaystyle F_{n}} | {\displaystyle {F_{n}}^{2}} | {\displaystyle F_{n-1}F_{n+1}} | Diferència |
| -- | --------------------- | --------------------------- | ------------------------------ | ---------- |
| 1  | 1                     | 1                           | 0                              | 1          |
| 2  | 1                     | 1                           | 2                              | -1         |
| 3  | 2                     | 4                           | 3                              | 1          |
| 4  | 3                     | 9                           | 10                             | -1         |
| 5  | 5                     | 25                          | 24                             | 1          |
| 6  | 8                     | 64                          | 65                             | -1         |
| 7  | 13                    | 169                         | 168                            | 1          |
| 8  | 21                    | 441                         | 442                            | -1         |
| 9  | 34                    | 1156                        | 1155                           | 1          |
| 10 | 55                    | 3025                        | 3026                           | -1         |
| 11 | 89                    | 7921                        | 7920                           | 1          |

Per això, va establir la identitat que porta el seu nom:
{\displaystyle F_{n-1}F_{n+1}-F_{n}^{2}=(-1)^{n}}

## Demostració
Aquesta identitat es pot demostrar per inducció, però encara és més senzill demostrar-ho amb càlcul matricial, si veiem que la part esquerra de la identitat no és mes que el determinant d'una matriu quadrada:
{\displaystyle F_{n-1}F_{n+1}-F_{n}^{2}=\det \left[{\begin{matrix}F_{n+1}&F_{n}\\F_{n}&F_{n-1}\end{matrix}}\right]=\det \left[{\begin{matrix}1&1\\1&0\end{matrix}}\right]^{n}=\left(\det \left[{\begin{matrix}1&1\\1&0\end{matrix}}\right]\right)^{n}=(-1)^{n}.}